# Vivi, Republica Democrată Congo
Vivi este un oraș din Republica Democrată Congo.